# Grandmother's Bay 219
Grandmother's Bay 219 är ett reservat i Kanada.   Det ligger i provinsen Saskatchewan, i den centrala delen av landet, 2 300 km nordväst om huvudstaden Ottawa.
Trakten runt Grandmother's Bay 219 är nära nog obefolkad, med mindre än två invånare per kvadratkilometer.